# Mihai Liță
Mihai Liță (n. 1 aprilie 1942 satul Faclia Judetul Constanta - d. 1 iulie 2003 Dragalina Județul Călărași) a fost un deputat român în legislatura 1992-1996, ales în Județul Constanța pe listele partidului PDSR. Pe data de 1 iulie 2003, atât Mihai Liță, soția sa și fiica lor Aldea Alina, au decedat într-un accident grav de mașină în apropiere de localitatea Dragalina. Ei se îndreptau spre casă, în Mangalia. Liță mai era și directorul unei firme S.C. Olimpus Mangalia S.R.L., în localitatea 23 august.